# Noorda anthophilalis
Noorda anthophilalis là một loài bướm đêm trong họ Crambidae.